# Ochetostoma pellucidum
Ochetostoma pellucidum is een lepelworm uit de familie Thalassematidae.
De wetenschappelijke naam van de soort werd in 1895 gepubliceerd door Fischer.